# Nancy Astor

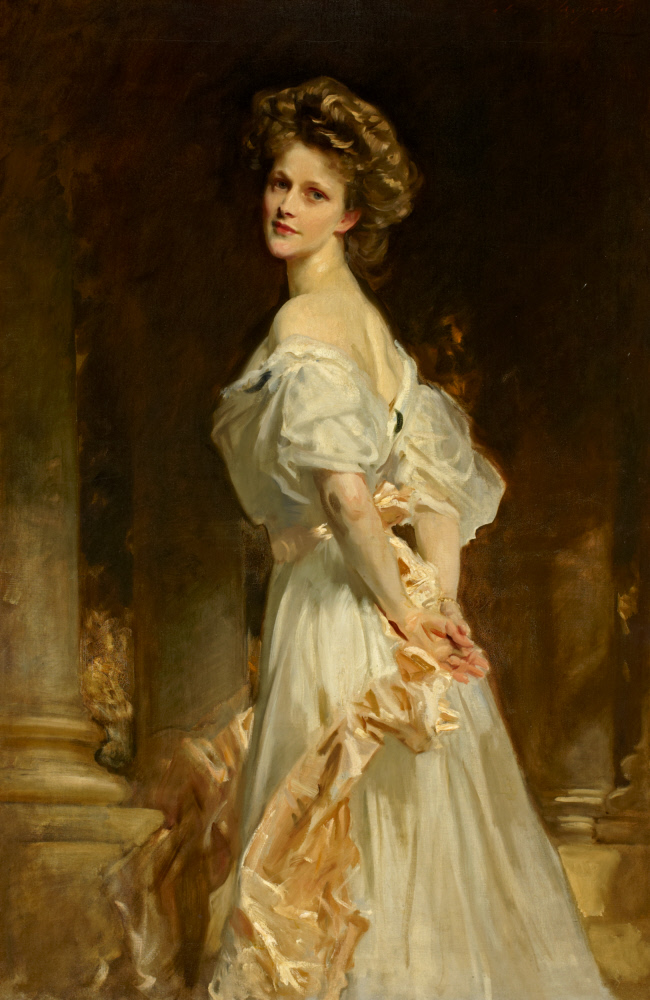
Nancy Astor (Gemälde von John Singer Sargent, 1909)

Nancy Astor, Viscountess Astor, geborene Nancy Witcher Langhorne, (* 19. Mai 1879 in Danville, Virginia, Vereinigte Staaten; † 2. Mai 1964 in Grimsthorpe Castle, Lincolnshire, Vereinigtes Königreich) war eine britische Politikerin und 1919 die erste weibliche Abgeordnete im britischen Parlament.

## Leben und Wirken
Nancy Witcher Langhorne war die dritte von fünf Töchtern des amerikanischen Geschäftsmanns Chiswell Dabney Langhorne (1843–1919) und seiner Frau Anne Witcher, geborene Keene. Sie wuchs in den Vereinigten Staaten auf und ehelichte 1897 Robert Gould Shaw II (1871–1930), mit dem sie einen Sohn hatte. Die Beziehung war nicht von Dauer: Bereits 1901 trennten sich die beiden. Die Scheidung erfolgte 1903. Als Gründe für das Scheitern der Ehe galten Shaws Trinkerei und seine aggressiven sexuellen Forderungen.

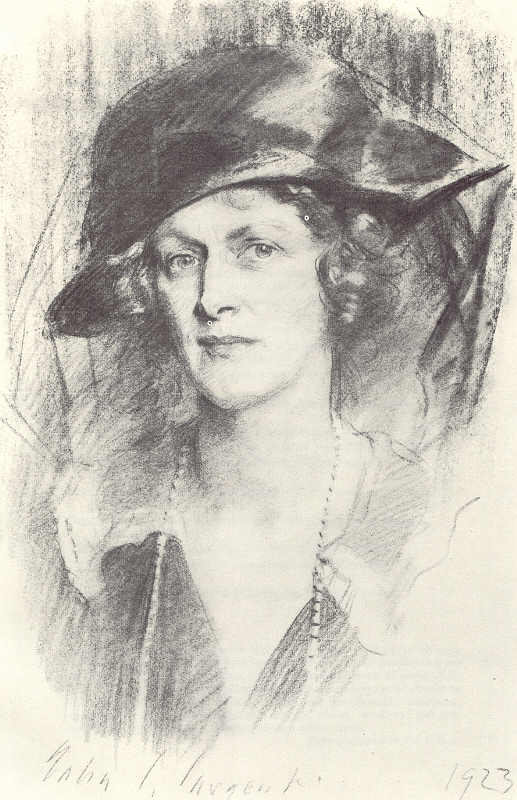
John Singer Sargent: Nancy Astor, Viscountess Astor. Kreidezeichnung, 1923

Im Jahr darauf übersiedelte sie nach England. Dort erhielt sie rasch Zugang zur britischen Oberschicht, an deren Gesellschaftsleben sie sich beteiligte. 1906 heiratete sie den in den USA geborenen Briten Waldorf Astor (1879–1952). Dieser war der Spross der sehr wohlhabenden Astor-Familie und war ab 1910 Abgeordneter im britischen House of Commons. Beim Tod seines Vaters William Waldorf Astor, 1. Viscount Astor (1848–1919) erbte er dessen britischen Adelstitel als 2. Viscount Astor und Nancy erhielt den Höflichkeitstitel Viscountess Astor. Als Peer zog er ins britische House of Lords ein und musste den Sitz im House of Commons aufgeben. Bei der Nachwahl für seinen Unterhaussitz in Plymouth Sutton wurde Nancy als Kandidatin der Conservative Party aufgestellt und am 15. November 1919 auch gewählt.
Eine Zäsur in Astors Leben bildete das Jahr 1914, in dem sie nach eigenen Angaben zu den Anschauungen der Christian Science bekehrt wurde, die ihr Denken und ihre Lebensführung nachhaltig prägten. Intensiv bemühte Astor sich auch andere für ihre Weltanschauung zu gewinnen. So konvertierte der Politiker Philip Kerr infolge ihrer Überzeugungsarbeit zur Christian Science.
Am 1. Dezember 1919 wurde Lady Astor das erste weibliche Parlamentsmitglied des Vereinigten Königreiches, das dieses Amt auch antrat (1918 wurde Constance Markiewicz für die Sinn Féin ins Parlament gewählt, die sich nach Sinn-Féin-Manier aber weigerte, das Mandat auszuüben). Sie brachte 1923 einen Antrag ein, das Alter zum Erwerb alkoholischer Getränke auf 18 zu erhöhen. Sie warb für das allgemeine Frauenwahlrecht und für die Gleichstellung der Frau im Staatsdienst. Frauen über 30 Jahren hatten in Großbritannien 1918 das Wahlrecht erhalten, 1928 wurde das Wahlalter für Frauen den 21 Jahren für Männer angeglichen.
In den Jahren nach 1936 erlitt Astors öffentliches Ansehen einen schweren Dämpfer, als der Journalist Claud Cockburn sie und ihren Gatten im Zuge seiner Angriffe auf das sogenannte „Cliveden Set“ öffentlichkeitswirksam mit dem Vorwurf attackierte, die beiden seien ein Paradebeispiel von wohlhabenden Leuten, die ihre Beziehungen und ihre Zeitungen benutzen würden, um gezielt die Politik der Regierung zu unterlaufen. Ausgehend von Astors verschiedentlich geäußerten Überlegungen, dass man Hitler als ein Bollwerk gegen den Bolschewismus benutzen könnte, brachte Cockburn sie zudem mit der Politik des Appeasement in Verbindung. Dennoch wurde sie viele Male wiedergewählt und schied erst 1945 mit 66 Jahren aus dem Unterhaus aus.

Nancy Astor (1936)

Astor starb am 2. Mai 1964 während eines Besuches im Haus ihrer Tochter, inzwischen Countess of Ancaster, dem Schloss Grimsthorpe, Lincolnshire. Ihr Leichnam wurde, nach einem Gedenkgottesdienst in der Westminster Abbey am 13. Mai, neben dem ihres Gatten bei Cliveden beigesetzt.

## Kinder
- Robert Gould Shaw III (1898–1970), Sohn von Robert Gould Shaw II
- William Waldorf (1907–1966)
 ⚭ 1945–1953 Lady Sarah Kathleen Elinor Norton
 ⚭ 1955–1960 Phillipa Victoria Hunloke
 ⚭ 1960 Janet Bronwen Alun Pugh
- Nancy Phyllis Louise (1909–1975)
 ⚭ 1933 Gilbert James Heathcote-Drummond-Willoughby, 3. Earl of Ancaster
- Francis David Langhorne (1912–2001)
 ⚭ 1945–1951 Melanie Mathilda Elena Hauser
 ⚭ 1952 Bridget Aphra Wreford
- Michael Langhorne (1916–1980)
 ⚭ 1942–1961 Barbara Mary Colonsay McNeill
 ⚭ 1970 Judith Caroline Traill Innes
- John Jacob (1919–2000)
 ⚭ 1944–1972 Ana Inez Carcano y Morra
 ⚭ 1976–1985 Susan Eveleigh